# ホンダ・NS500

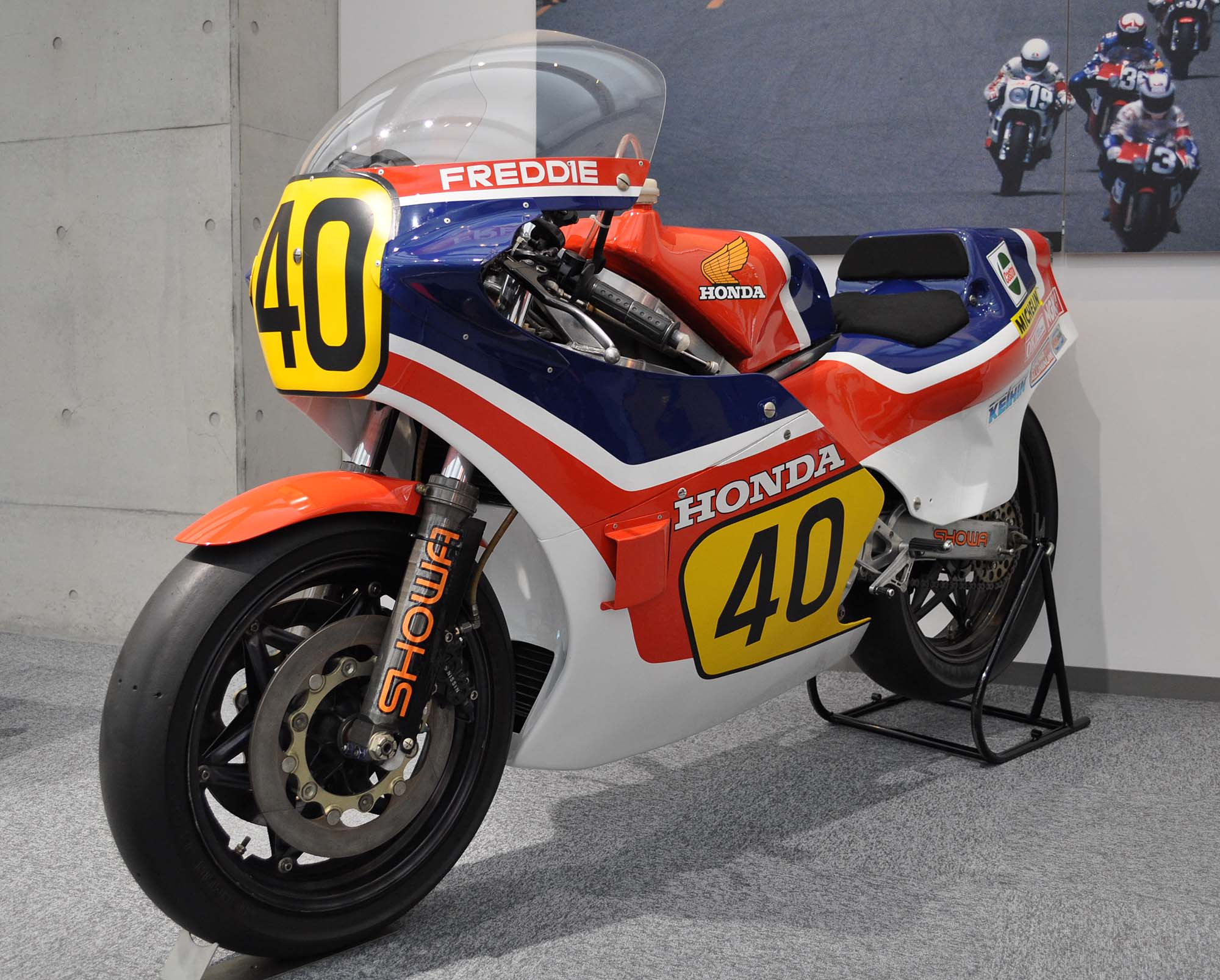
1982年型NS500（F.スペンサー車）

NS500（エヌエスごひゃく）は、本田技研工業が開発した排気量500ccのロードレース専用オートバイである。1982年にロードレース世界選手権（世界グランプリ）にマルコ＝ルッキネリ、片山敬済、及びフレディー=スペンサーの3名によりアルゼンチンGPにてデビューし、翌1983年にはフレディ・スペンサーが搭乗しワールドチャンピオンを獲得した。

## 概要
当時の世界グランプリ最高峰クラスの500ccクラスを戦うために、ホンダが開発した2ストロークエンジンのファクトリーマシンである。このNS500の最大の特徴は、当時の500ccクラスのマシンは2ストローク4気筒エンジンが主流だったのに対し、挟み角112°の2ストロークV型3気筒だった点にあり、ライバルであるヤマハYZRやスズキRGといったスクエア4気筒勢に対してピークパワーでは劣るものの、前面投影面積が狭く、最高速度域のハンディキャップは最小限になると考えられた。
また、実際にレース周回数の合計タイムと平均速度から産出した数値では、最高速度の高さよりも、その速度域に達するまでの加速性能の高さが重要と考えられたためである。これは当時世界GPで存在した350ccクラスのラップタイムが500ccクラスと比較しても遜色ないレベルであったことからも実証されており、ヤマハTZ350が350ccクラスに参戦していたプライベーターによって3気筒化された例もあり、実際に1977年の350ccクラスの年間チャンピオンは3気筒化されたTZ350を駆った片山敬済であった点に着目したためである。
NS500に搭載されたV型3気筒エンジンは4気筒エンジンよりも軽量であり（クランクシャフト数がスクエア4やV4の2本に対してNS500のV型3気筒では1本であるため部品点数も少ない上にクランクマスも）、マスの集中化という利点を生かして軽量コンパクトな車両に仕上げられた。
1982年に世界グランプリにデビューすると同年には3勝を上げ、1983年にはNS500に乗るフレディ・スペンサーがライダース・タイトルを獲得した。ホンダは1966年に500ccクラスのマニュファクチャラーズ・タイトルを獲得していたものの、ホンダのマシンに乗るライダーが最高峰クラスのライダース・タイトルを獲ったのはこの年のスペンサーが初である。1984年からはホンダ・ワークスの主力マシンの座をV型4気筒のNSR500に譲ったが、NSRの不調もあってNSは1984年にもスペンサーとランディ・マモラのライディングで4勝を上げた。
マモラが1985年に挙げた1勝がNS500の世界グランプリでの最後の勝利となったが、その後もマシンやエンジンは有力なチームやプライベーターたちに供給され、度々上位に入る成績をあげた。また、1983年にはNS500をベースにした市販レーサーのRS500Rが販売されて多くのプライベーターに歓迎された。

## 歴史

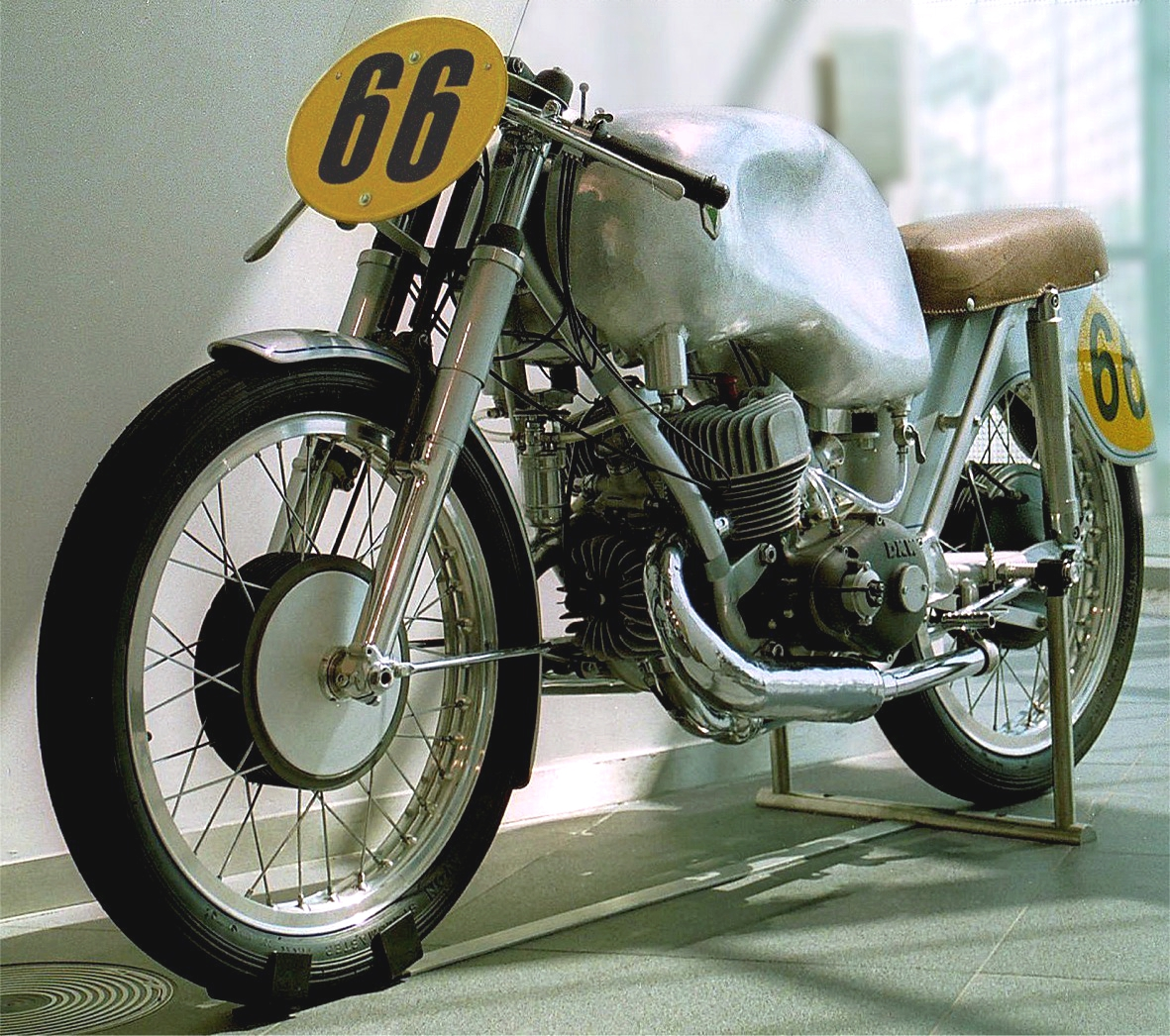
V3エンジンのDKW350RM

### 開発までの経緯
1967年を最後にグランプリから撤退していたホンダは、1979年から500ccクラスに復帰するに当たり、当時主流であった2ストロークエンジンの車両ではなく、オーバルピストン4ストロークエンジンのNR500という前例のない実験的なマシンを送り込んだ。しかし、あまりに斬新なNR500の開発は思うように進まず、グランプリで勝利するどころか完走もままならず1ポイントも獲得できないという状況が続いていた。当時はいわゆるHY戦争の真っ最中であり、ヤマハやスズキといったライバルに勝つどころかまともに勝負することすらできない状態に社の内外から非難が集中し、中でもレースの成績が販売成績に直結するヨーロッパの現地法人や関係者からの突き上げは特に厳しかった。そしてついに、朝霞研究所内のレース専任部隊であるNRブロックのブロックリーダーでありホンダの取締役でもあった入交昭一郎は、新たな「勝てる」2ストロークマシンを開発することを決定した。新型マシンの開発には社内に新たな開発チームを立ち上げるのではなく、NRブロックの中にNR500開発チームとは別に新型マシン開発チームが編成され、車両開発総責任者（LPL）にはNR500のLPLでもあった福井威夫が任命され、1981年1月に2ストローク500ccGPマシンの開発が正式にスタートした。
NS500のV型3気筒エンジンの開発は、1980年にNRブロックに合流したモトクロスグループの責任者である宮越信一が入交に提案したことに端を発する。宮越はコースによっては350ccクラスのトップタイムが500ccクラスでも上位に入れるタイムであることに着目し、4気筒のマシンにパワーで劣っていても、350cc並みに軽量コンパクトなマシンであれば十分に戦えると考えた。3気筒エンジンのマシンは4気筒よりも軽く作ることができ、重い4気筒よりも運動性に優れた軽快なマシンにすることができる。エンジン幅が短くなることで前面投影面積をおさえてトップスピードをかせぐこともできると思われた。更に、モトクロスで実績のあった2ストローク125ccエンジンをわずかに拡大して三つ並べれば、短い期間で500ccエンジンを作ることができる、というのが宮越のアイディアだった。
もっとも、2ストロークV型3気筒というエンジン形式のレーシングマシンは1950年代にドイツのDKWが350ccのファクトリーマシンを造っている。またパワフルな4気筒に軽快な3気筒で対抗するという戦略は1960年代にホンダのマシンに対してMVアグスタが採った手法であり、どちらもホンダの完全なオリジナルのアイディアというわけではない。いずれにしても、1980年6月のダッチTTで実際のグランプリを視察した宮越は自らの考えに自信を深め、宮越の報告を受けた入交は3気筒マシンの開発にゴーサインを出した。NR500の開発に注力しているエンジニア達に納得してもらい、社内を説得して予算を通すための材料として、プロジェクト立ち上げの目的のひとつには「ヤマハのTZやスズキのRGに対抗する市販レーサーを造る」というものが挙げられていた。ホンダのレース部門ではロードレースのことを「スプリント」と呼称していたことから、新型マシンは「ニュースプリント」を意味するNSと名づけられた。
NS500のエンジンは、それまでの経緯もあって宮越をはじめとするモトクロスチームが中心となって設計された。まずモトクロッサーの250cc2気筒エンジンをベースに166.2ccの単気筒エンジンが試作され、半年後の8月には3気筒エンジンのベンチテストがスタートした。軽量コンパクトにまとめるために1軸クランクのV型3気筒とすることは開発の初期段階から決定しており、ドライバビリティ向上を狙って点火タイミングは120度の等間隔とされた。1軸クランクの外側2気筒を直立に近く、中央の1気筒を前傾させて配置されたV型エンジンのVバンク角は、バンクの間にキャブレターを収めるために必要なスペースとして112度となった。キャブレターはベースになったモトクロッサーに使われていたケーヒン製のものをアレンジしたタイプが使われた。吸気方式はライバルのヤマハYZRやスズキRGがロータリーディスクバルブだったのに対して最初からピストンリードバルブが採用されていたが、これもベースとなったモトクロッサーと同じ仕様としたためである。結果としてこのリードバルブと等間隔の点火タイミングはNSの良好な始動性に寄与し、当時の押しがけスタートのグランプリにあってはNSのライバルに対するアドバンテージのひとつとなった。一方でシリンダーの内壁にも当初はモトクロッサーと同じハードクロムメッキが使われていたが、モトクロスに比べてアクセルの全開時間がはるかに長いロードレースでは明らかに信頼性が不足しており、後に改良されるまではシリンダーの歪みによる焼きつきへの不安に悩まされ続けることになった。
モトクロッサーでの実績を生かす方向で開発されたエンジンに対し、開発期間を短縮するために車体周りにはNR500の開発で養われた技術が活用された。フレームは当初はリスクを避けて実績のあるスチールで製作されたが、スチールフレームの完成後すぐにアルミフレームの設計が開始されており、1982年の実戦デビューから数ヵ月後にはアルミフレームが投入された。足回りではリンク式のモノショックリヤサスペンションとアルミ製スイングアームは専用のものが新たに造られたが、フロントフォークやブレーキシステムはNRからほぼそのまま流用された。前面投影面積の低減と低重心化のために、1981年途中からNR500で採用されていた16インチのフロントホイールを使用することも最初から決まっていた。タイヤはNR500ではダンロップ、ブリヂストン、ミシュランなど様々なメーカーのものが使われていたが、NSとなってからはRC212Vでブリヂストンを採用するまでホンダワークスでは鈴鹿8時間耐などの他のレースでも一貫してミシュランを使用した。
車体周りで開発陣が苦労した点のひとつが、排気チャンバーの取り回しである。最も理想的なのは断面形を真円構造とした上でできるだけ直線に近いストレートタイプとすることだが、そうすると下側の2番シリンダーから出るチャンバーの最も太くなる最大膨張部がステップの下のあたりに来てしまい、コーナーリング時のバンク角を確保できなくなってしまう。しかし、バンク角を稼ぐために接地部を削って断面形を三角形にすると今度は必要な断面積を得られなくなって、チャンバー自体がエンジンパワーに負けて破損してしまうことが分かった。そこで、ここでもモトクロッサーが参考にされ、最大膨張部の直前で一旦180度曲げて膨張部をエンジン真下のスペースで前方に向かって伸びる形で収め、その後もう一度180度曲げて細くなった部分を後方に向かって伸ばすという、複雑な取り回しとすることで問題が解決された。このエンジン下で渦を巻くチャンバーは、「トグロチャンバー」などと呼ばれてNS500の外見的な特徴のひとつとなった。

### 1982年
1981年の1月にプロジェクトが正式にスタートした後、10月にはプロトタイプが完成してテストライダーの飯田浩之によってシェイクダウンされた。この間、NR500の実戦開発も平行して進められており、8月のイギリスGPでフレディ・スペンサーが一時5位を走るという快走を見せたものの、結局この年もグランプリではポイントを獲得することはできなかった。12月にはNS500のプレス発表が行われ、アメリカのラグナ・セカでスペンサーによるテストも行われた。そして翌1982年2月に本番用車両が完成し、3月の開幕と同時にNS500も実戦デビューを迎えた。1982年の世界グランプリでホンダファクトリーと契約してNS500に乗るのは、片山敬済、前年スズキで世界チャンピオンを獲得したマルコ・ルッキネリ、そしてフレディ・スペンサーの3人である。なお、NR500の開発も継続され、NRにはロン・ハスラムが乗ることになった。
NS500のデビュー戦は、1982年3月14日に開催された全日本ロードレース選手権の開幕戦、鈴鹿2&4だった。このレースで片山敬済が4位、阿部孝夫が7位でフィニッシュし、NR500が完走すらままならなかったことを考えればNS500は十分に戦えるマシンであることを証明した。そして、2週間後の世界グランプリ開幕戦アルゼンチンGPでNS500はグランプリデビューを果たし、スペンサーがいきなり予選2位から決勝では3位表彰台に上るという活躍を見せたのである。
その後、NS500に乗るライダーは3人とも上位入賞する速さを見せていたが、勝てそうで勝てないレースが続いていた。シーズンが始まってからもNSの改良は続けられ、第6戦オランダGPからはアルミフレームとカーボン製スイングアーム、同じくカーボン製フロントホイールの投入により大幅な軽量化を果たした。そして続く第7戦ベルギーGPまでの間に、シリンダー内面の表面処理にそれまでのハードクロムメッキに代えてドイツのマーレ社の技術であるニカジルメッキが導入され、ウィークポイントだった焼きつきの不安が解消され、混合比をそれまでの25:1から30:1にまで薄くすることが可能となった。これらの改良が加えられたNSは、ついにベルギーGPでスペンサーの手によって初勝利を上げる。スペンサーにとっても初勝利であると同時に、ホンダにとっては1967年のマイク・ヘイルウッド以来となる15年ぶりのグランプリ優勝であった。シーズン後半に入ってからもNS勢は好調さを維持し、第10戦スウェーデンGPでは片山敬済が勝利、第11戦サンマリノGPではスペンサーが2勝目を上げた。結局この年NS500は3勝を上げ、スペンサーは2勝を含む5回の表彰台という活躍でシーズンランキング3位となった。

### 1983年
初年度から3勝を上げ、開発コンセプトが間違っていなかったことを実証したNS500だが、1983年のタイトル獲得を目指してシーズンオフの間に更なる改良が加えられた。改良にあたってはグランプリフル参戦1年目にしてすでにチームのエース格となっていたスペンサーの意見が多く取り入れられ、1983年型NS500は「フレディ・スペシャル」とも言えるマシンとなった。その最も分かりやすい例がエンジンで、もっとパワーが欲しいというスペンサーの要求に応え、もともとパワーバンドが狭かったエンジンを更に高回転型の特性とすることで130psのピークパワーを絞り出し、前年型から10ps以上のパワーアップを実現した。その上で、市販車やモトクロッサーですでに実績のあった排気デバイスATAC（オートコントロールド・トルク・アンプリフィケーション・チャンバー）を装着することで低中速域でのトルクを補った。また、とにかくエンジンを回せるだけ回すというスペンサーのライディングスタイルに合わせ、最大パワーを発揮する11,000rpmから更に2,000rpm回せるようにオーバーレブ特性を改良した。
車体関係に関しては外見は大きな変更は見られず、1982年型の正常進化とも言える細かな改良が加えられ、アルミフレームは形状や構成はほとんど変わらないものの中身は全面的に見直された。コーナリング時のタイヤ接地面積の拡大を狙ってリアホイールは18インチから16インチとなり、フロントフォークのインナーチューブはカーボン素材となって更なる軽量化が図られた。アッパーリンク式だったリアサスペンションはボトムリンク式となり、軽量化と剛性アップが果たされた。リアブレーキディスクもカーボン製となったが、もともとスペンサーはリアブレーキをほとんど使わないことで知られており、この変更もブレーキ性能の向上というよりは軽量化のためだった。

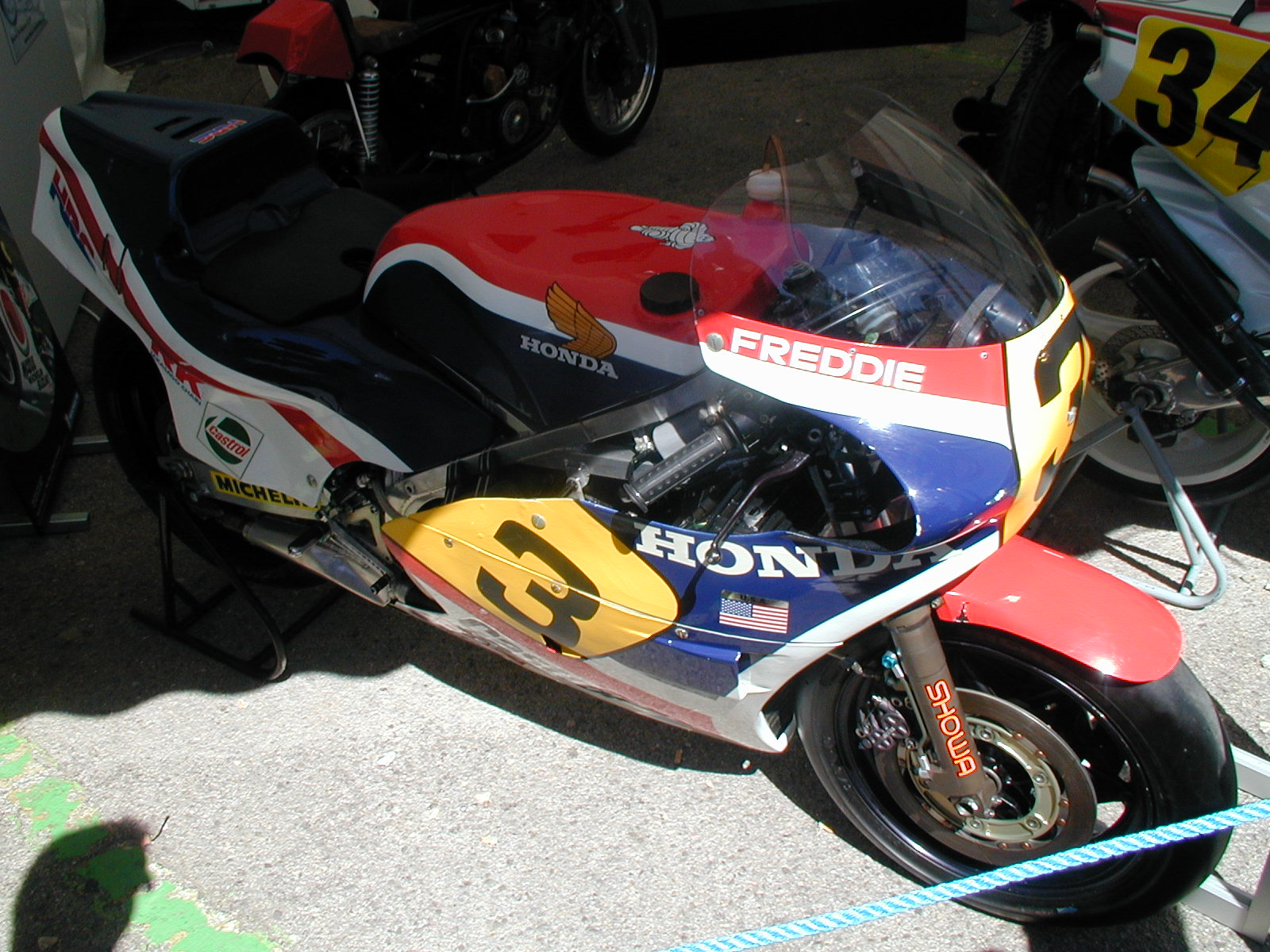
1983年型NS500

これらの改良が加えられた1983年型NS500は、前年と同じスペンサー、片山、ルッキネリの3人に加え、前年はNR500の開発を担当していたロン・ハスラムにも与えられて4台体制となった。デビューしたばかりのNS500が最初からトップ争いに加わる活躍を見せたこともあってNRブロックは完全にマシン開発の軸足をNSの方に移しており、ついにNR500の実戦開発は1982年シーズンをもって終了となった。同時に1982年から1983年にかけてチーム体制にも大きな変更があり、1973年に別組織となっていたホンダのレース活動をサポートする会社であるRSC（レーシング・サービス・センター）と、ホンダ社内の2輪レーサー開発部門であるNRブロックが統合される形で1982年9月にHRC（株式会社ホンダ・レーシング）が設立（初代社長は入交）され、マシン開発とワークス活動の主体はHRCに移された。
NRが姿を消した一方で、NS開発当初からの予定通り1983年にはNS500をベースとした市販レーサーRS500Rの販売が開始された。すでに旧式となっていたヤマハTZかスズキRGという選択肢しかなかったプライベーターたちに、最新のワークスマシンとほぼ同じスペックを持つRS500Rの登場は歓迎された。RS500Rは約600万円で販売されたが、関係者によると「売れば売るほど損をする」価格だったという。この年の片山とハスラムのNS500にはRS500Rのフレームがそのまま使用されていたが、スペンサー/ルッキネリのNSのフレームとはディメンションがわずかに異なる以外にはほとんど差異はなく、アルミ素材はもとより基本諸元から手曲げによる製造工程まで同じだった。エンジンについては、構造はほぼ同じながらNSがクランクケースなどに高価なマグネシウム素材を使っているところをRSでは一般的なアルミ素材に置き換えるなど、量産車としてのコストダウンが図られていた。
こうして始まった1983年のグランプリは、NS500のスペンサーとヤマハYZR500のケニー・ロバーツによる熾烈な戦いが後々まで語り継がれるシーズンとなった。全12戦で争われた全てのレースをスペンサーとロバーツが6勝ずつで分け合った上、2位になった回数も両者同じ3回ずつという、一歩も譲らない戦いを繰り広げた。この年の全レースのポールポジションも6回ずつ二人で分け合っている。この間、NS500に加えられた大きな改良点としては、シーズン半ばからフロント同様にカーボン製となったリアホイールと、当初は上側の1,3番シリンダーのみに装着されていたATACがシーズン終盤に下側の2番シリンダーにも装着された点が挙げられる。信頼性を増したこの年のNS500は深刻なトラブルを起こすことも少なく、超高速コースのザルツブルクリンクでクランクシャフトの破損によってリタイヤしたオーストリアGPが1983年のスペンサー唯一のノーポイントだった。そして最終戦まで続いたスペンサーとロバーツのタイトル争いは、3位入賞が1回あったことが決め手となり、わずか2ポイント差でスペンサーの初タイトル獲得で幕を閉じた。また片山のサポートも功を奏し、NS500はホンダに1966年以来のマニュファクチャラーズ・タイトルももたらした。

### 1984年以降

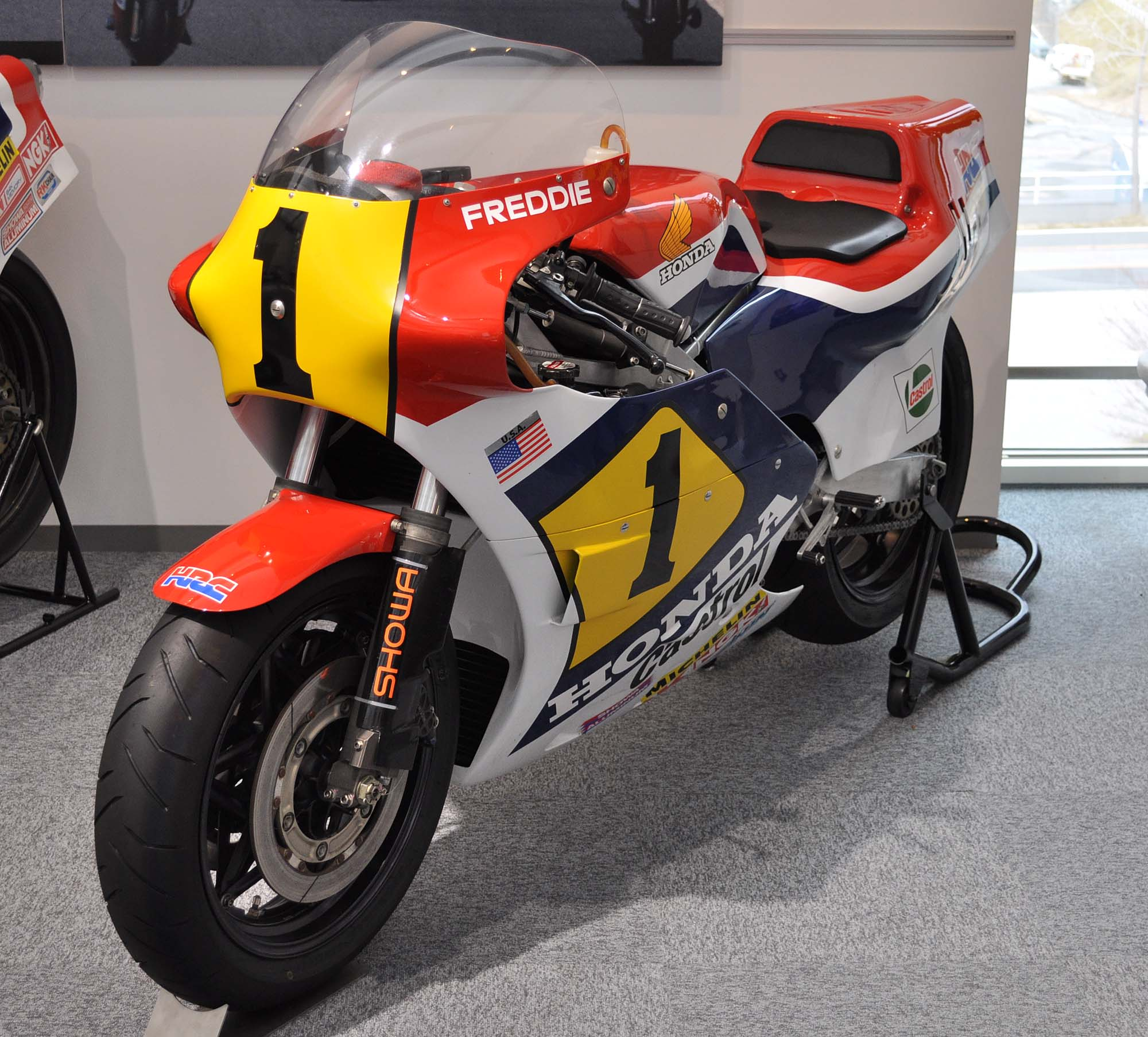
1984年型NS500

デビュー2年目でタイトルを獲るほどの活躍を見せたNS500だったが、パワーアップしてくるライバルの4気筒に対して3気筒で立ち向かうには遠からず限界がくることを見越していたホンダは、1983年の春には次期主力となる4気筒マシンの開発をスタートさせており、ホンダの関係者は、NS500のファクトリーマシンとしての開発作業は1983年で終了したと明言している。そして1984年シーズンはV型4気筒のNSR500をデビューさせてスペンサーに与え、チームメイトのハスラムと片山をNS500に乗せた。しかしガソリンタンクと排気管を上下逆に配置するという斬新なレイアウトだったNSR500はアイデアは良かったものの熱い排気管が発する熱気をキャブレターが吸うことによりキャブレターセッティングが非常に困難で、結果を残せないNSRに業を煮やしたチームとスペンサーは第5戦ドイツGPでNS500を使うことを決めた。久しぶりに3気筒に乗ったスペンサーはポール・トゥ・ウィンというこれ以上ない結果を出し、これ以降スペンサーはコースによってNSRとNSを使い分け、第9戦ベルギーGPではNSによる2勝目を上げた。また、この年のシーズン途中からチームに合流したランディ・マモラが第8戦オランダGPと最終戦サンマリノGPで勝利を上げ、NS500は全12戦の1984年シーズンのグランプリで通算4勝というNSRやYZRと並ぶ勝利数を上げた。
1984年の教訓もあり、1985年シーズンのスペンサーのピットにはNSR500と共に常にNS500が準備されていた。しかしタンクをエンジンの上に置くオーソドックスなレイアウトに戻った1985年型NSR500とスペンサーの組み合わせはあらゆるコースで圧倒的な速さを発揮し、予選で数回使用した以外は1985年シーズンのレースでスペンサーがNS500に乗ることはなかった。一方、この年もNSR500は言わばスペンサー専用であり、片山やマモラ、ワイン・ガードナーといったスペンサー以外のホンダサポートライダーのマシンは依然としてNS500だった。前年までは4気筒勢と互角の走りを見せたNSだったが、チームやメカニック個人のレベルでの様々な改良が加えられたとはいえ日進月歩のレーシングマシンにおいて2年前に開発が終了したマシンの戦闘力不足は否めず、スペンサーのNSRはもとよりエディ・ローソンやクリスチャン・サロンのYZRからも遅れを取るレースが続いた。そんな中で雨のレースとなった第7戦オランダGPではスペンサー、ローソン、サロンの転倒リタイヤにも助けられてマモラが勝利、ハスラムとガードナーが2,3位となってNS勢が表彰台を独占した。このマモラの優勝が、NS500がグランプリで記録した最後の勝利となった。
1986年シーズンになるとスペンサーのチームメイトとなったガードナーにもNSR500が与えられ、NS500は有力プライベーターへのサポートとして貸し与えられ、後のサテライトチームのような位置づけである。この年にレイモン・ロッシュとディディエ・デ・ラディゲスが乗ったマシンは、NSRと同じツインスパータイプとなったRS500RのフレームにNS500のエンジンを搭載したものだった。この年は第9戦イギリスGPでラディゲスが獲得した2位表彰台が、NS500の最上位だった。
1987年はNS500がグランプリで上位を走る活躍を見せた最後のシーズンとなった。V4エンジンのワークスマシンが10台以上エントリーし、ワークスマシンでなければポイント獲得すら難しいという状況になっていたこの年、チーム・ガリーナのピエールフランチェスコ・キリはRSのツインスパーフレームに無限がチューンしたNSのエンジンを積んだマシンに乗り、開幕戦の日本GPで4位に入り第8戦フランスGPでは2位表彰台を獲得するなど、度々ワークスマシンに割って入ったのである。キリはこの活躍によって翌1988年にはワークスNSR500が与えられ、この1987年のフランスGPを最後にNS500に乗るライダーが表彰台に上ることはなくなった。

## 主要諸元
|                  | プロトタイプ                | 1982年型（前期）            | 1982年型（後期）            | 1983年型                    | 1984年型                    |
| ---------------- | --------------------------- | --------------------------- | --------------------------- | --------------------------- | --------------------------- |
| 社内コード       | NS2A-1X                     | NS2A-2X                     | NS2A-AL                     | NS2B                        | NS2C                        |
| エンジン形式     | 2ストローク水冷V型3気筒     | 2ストローク水冷V型3気筒     | 2ストローク水冷V型3気筒     | 2ストローク水冷V型3気筒     | 2ストローク水冷V型3気筒     |
| 排気量           | 498.6cc                     | 498.6cc                     | 498.6cc                     | 498.6cc                     | 498.6cc                     |
| ボア×ストローク  | 62.6mm × 54.0mm             | 62.6mm × 54.0mm             | 62.6mm × 54.0mm             | 62.6mm × 54.0mm             | 62.6mm × 54.0mm             |
| 吸気方式         | ピストンリードバルブ        | ピストンリードバルブ        | ピストンリードバルブ        | ピストンリードバルブ        | ピストンリードバルブ        |
| シリンダー挟み角 | 112°                        | 112°                        | 112°                        | 112°                        | 112°                        |
| 爆発間隔         | 120°等間隔                  | 120°等間隔                  | 120°等間隔                  | 120°等間隔                  | 120°等間隔                  |
| 点火方式         | トランジスタ点火            | トランジスタ点火            | トランジスタ点火            | CDI点火                     | CDI点火                     |
| エンジン重量     | 37.7kg                      | 38.24kg                     | 38.24kg                     | 38.5kg                      |                             |
| 最高出力         | 113ps/11,000rpm             | 122ps/11,000rpm             |                             | 130.1ps/11,000rpm           |                             |
| クラッチ         | 乾式多板式（6速ミッション） | 乾式多板式（6速ミッション） | 乾式多板式（6速ミッション） | 乾式多板式（6速ミッション） | 乾式多板式（6速ミッション） |
| フレーム形式     | スチール製ダブルクレードル  | スチール製ダブルクレードル  | アルミ製ダブルクレードル    | アルミ製ダブルクレードル    | アルミ製ダブルクレードル    |
| トレール         | 86mm                        | 88.7mm                      | 90.9mm                      | 89.5mm                      | 92.0mm                      |
| キャスター       | 24°40′                      | 24°40′                      | 24°36′                      | 25°28′                      | 25°40′                      |
| ホイールベース   | 1,374mm                     | 1,376mm                     | 1,392mm                     | 1,376mm                     | 1,374mm                     |
| ホイールサイズ   | F: 16in R: 18in             | F: 16in R: 18in             | F: 16in R: 18in             | F: 16in R: 18 → 16in        | F: 16in R: 16in             |
| 車両重量         | 121.7kg                     |                             | 118kg                       | 113.26kg                    |                             |
| 初走行           | 1981年8月                   | 1982年2月                   | 1982年6月                   | 1983年3月                   | 1984年3月                   |

## レース戦績

### ロードレース世界選手権
(※) 斜体のレースはNS500以外のマシンによる成績
| 年   | ライダー                     | 1       | 2       | 3       | 4       | 5       | 6       | 7       | 8       | 9       | 10      | 11      | 12      | 13    | 14    | 15    | 順位 |                                                        |
| 1982 | フレディ・スペンサー         | ARG 3   | AUT DNF | FRA DNS | SPA DNF | ITA 2   | NED DNF | BEL 1   | YUG 4   | GBR 2   | SWE DNF | RSM 1   | GER DNF |       |       |       | 3    |                                                        |
| 1982 | 片山敬済                     | ARG 6   | AUT 9   | FRA DNS | SPA 6   | ITA 7   | NED 8   | BEL DNF | YUG 5   | GBR DNF | SWE 1   | RSM DNF | GER 4   |       |       |       | 7    |                                                        |
| 1982 | マルコ・ルッキネリ           | ARG 5   | AUT DNF | FRA DNS | SPA 5   | ITA 5   | NED DNF | BEL 6   | YUG 8   | GBR 17  | SWE 5   | RSM 6   | GER 5   |       |       |       | 8    |                                                        |
| 1982 | アンヘル・ニエト             | ARG -   | AUT -   | FRA -   | SPA DNF | ITA -   | NED -   | BEL -   | YUG -   | GBR -   | SWE -   | RSM -   | GER -   |       |       |       | -    | 第4戦のみのスポット出場                                |
| 1983 | フレディ・スペンサー         | RSA 1   | FRA 1   | ITA 1   | GER 4   | SPA 1   | AUT DNF | YUG 1   | NED 3   | BEL 2   | GBR 2   | SWE 1   | RSM 2   |       |       |       | 1    |                                                        |
| 1983 | 片山敬済                     | RSA DNF | FRA DNS | ITA 5   | GER 2   | SPA 3   | AUT 4   | YUG 5   | NED 2   | BEL 4   | GBR 6   | SWE 3   | RSM DNS |       |       |       | 5    |                                                        |
| 1983 | マルコ・ルッキネリ           | RSA 9   | FRA 2   | ITA 10  | GER 3   | SPA DNF | AUT 7   | YUG 9   | NED DNF | BEL 7   | GBR DNF | SWE 6   | RSM 4   |       |       |       | 7    |                                                        |
| 1983 | ロン・ハスラム               | RSA 3   | FRA 3   | ITA DNF | GER DNF | SPA DNF | AUT DNF | YUG DNF | NED DNS | BEL 8   | GBR 7   | SWE 9   | RSM 9   |       |       |       | 8    |                                                        |
| 1984 | ランディ・マモラ             | RSA -   | ITA -   | SPA 2   | AUT 3   | GER 3   | FRA 3   | YUG 2   | NED 1   | BEL 2   | GBR 1   | SWE DNF | RSM 1   |       |       |       | 2    | 第3戦からホンダと契約 第10戦はNSR500で出場             |
| 1984 | レイモン・ロッシュ           | RSA 2   | ITA 3   | SPA 3   | AUT 6   | GER 5   | FRA DNF | YUG 3   | NED 2   | BEL 3   | GBR DNF | SWE 2   | RSM 2   |       |       |       | 3    |                                                        |
| 1984 | フレディ・スペンサー         | RSA DNS | ITA 1   | SPA -   | AUT 2   | GER 1   | FRA 1   | YUG 1   | NED DNF | BEL 1   | GBR -   | SWE -   | RSM -   |       |       |       | 4    | 第1,2,4,6,7,8戦はNSR500で出場 怪我のため第10戦以降欠場 |
| 1984 | ロン・ハスラム               | RSA DNF | ITA 6   | SPA 4   | AUT 4   | GER 4   | FRA 4   | YUG 5   | NED 4   | BEL 5   | GBR 3   | SWE DNF | RSM 3   |       |       |       | 5    |                                                        |
| 1984 | ワイン・ガードナー           | RSA -   | ITA 4   | SPA -   | AUT -   | GER -   | FRA -   | YUG -   | NED 5   | BEL 7   | GBR 6   | SWE 3   | RSM DNS |       |       |       | 7    | 第2戦はRS500Rで出場                                    |
| 1984 | 片山敬済                     | RSA -   | ITA -   | SPA -   | AUT -   | GER -   | FRA DNS | YUG -   | NED 8   | BEL -   | GBR 8   | SWE 4   | RSM DNF |       |       |       | 13   | 第5戦まで怪我のため欠場                                |
| 1985 | ワイン・ガードナー           | RSA 3   | SPA 4   | GER 6   | ITA 3   | AUT 15  | YUG 3   | NED 3   | BEL 4   | FRA DNF | GBR DNF | SWE DNF | RSM 2   |       |       |       | 4    |                                                        |
| 1985 | ロン・ハスラム               | RSA 4   | SPA 8   | GER 3   | ITA 6   | AUT 16  | YUG 4   | NED 2   | BEL 6   | FRA 5   | GBR 14  | SWE 3   | RSM 5   |       |       |       | 5    |                                                        |
| 1985 | ランディ・マモラ             | RSA 5   | SPA DNF | GER 8   | ITA 4   | AUT 4   | YUG DNF | NED 1   | BEL DNF | FRA 3   | GBR 5   | SWE 5   | RSM 3   |       |       |       | 6    |                                                        |
| 1985 | ディディエ・デ・ラディゲス   | RSA 7   | SPA 6   | GER 5   | ITA 10  | AUT 6   | YUG 7   | NED 6   | BEL 7   | FRA DNF | GBR 4   | SWE 6   | RSM DNF |       |       |       | 8    |                                                        |
| 1985 | マイク・ボールドウィン       | RSA 9   | SPA 7   | GER DNF | ITA 11  | AUT 7   | YUG -   | NED -   | BEL 11  | FRA 10  | GBR DNF | SWE 7   | RSM 8   |       |       |       | 11   |                                                        |
| 1985 | 片山敬済                     | RSA -   | SPA DNF | GER 11  | ITA DNS | AUT 14  | YUG DNF | NED DNF | BEL 8   | FRA DNS | GBR -   | SWE -   | RSM -   |       |       |       | 17   | 第9戦の予選終了後に引退を発表                          |
| 1986 | ディディエ・デ・ラディゲス   | SPA DNF | ITA 5   | GER 5   | AUT DNF | YUG DNS | NED 9   | BEL 7   | FRA 8   | GBR 2   | SWE 6   | RSM 7   |         |       |       |       | 7    |                                                        |
| 1986 | レイモン・ロッシュ           | SPA 6   | ITA DNF | GER 7   | AUT DNF | YUG 7   | NED 6   | BEL DNF | FRA DNF | GBR 6   | SWE 5   | RSM 5   |         |       |       |       | 8    | 第7,8戦はNSR500で出場                                  |
| 1986 | ロン・ハスラム               | SPA 10  | ITA DNF | GER 8   | AUT DNF | YUG DNF | NED 7   | BEL DNF | FRA 7   | GBR 9   | SWE 9   | RSM 9   |         |       |       |       | 9    | NS500のエンジンを搭載したエルフ3で出場                 |
| 1987 | ピエールフランチェスコ・キリ | JPN 4   | SPA 11  | GER 6   | ITA 7   | AUT 10  | YUG 6   | NED 9   | FRA 2   | GBR 12  | SWE DNF | CZE 9   | RSM DNF | POR 7 | BRA 9 | ARG 9 | 8    |                                                        |

### 主なライダー
- フレディ・スペンサー

1982年で2勝を上げ、1983年にNS500でワールド・タイトルを獲得する。1984年にもNSで2勝を上げた。
- 片山敬済

1981年までNR500の開発ライダーを務め、1982年からNS500に乗って1勝を上げる。1983年最終戦で背骨を骨折する重傷を負い、その影響で1984年シーズンのほとんどを棒に振り1985年シーズン中に引退を発表。1986年にはレーシングチーム・カタヤマを率いてレイモン・ロッシュをNS500に乗せた。
- マルコ・ルッキネリ

1981年にスズキファクトリーでワールドタイトルを獲得した翌1982年にホンダに移籍。NS500にゼッケン1を付けて参戦したが勝利を上げることはできず、1984年にカジバに移籍した。
- ロン・ハスラム

1982年にNR500の開発ライダーを務めた後、1983年からNS500ライダーになる。NSに乗ってからは抜群のスタートダッシュを度々見せるようになり、「ロケット・ロン」とあだ名された。1986年からはエルフ・プロジェクトのライダーとなり、NS500のエンジンを搭載したエルフ3を駆った。
- ランディ・マモラ

スズキのファクトリーライダーだったがスズキの撤退によりマシンを失い、1984年途中からホンダと契約してNS500に乗る。同年にはNSでの2勝に加え、怪我をしたスペンサーの代役として乗ったNSR500でも1勝を上げてランキング2位。1985年にはNS500にとって最後となる勝利を上げた。NS時代には、前輪荷重を高めるためコーナーリング中に上半身を極端にイン側前方に落とすようになった結果、外足がステップから外れるいわゆる「マモラ乗り」と呼ばれるライディングスタイルが特徴だった。
- レイモン・ロッシュ

1983年にRS500Rユーザー最上位となるランキング10位を得たロッシュは、1984年にNS500を手に入れて開幕戦から3戦連続で表彰台に上る活躍を見せ、スペンサーを上回るランキング3位となった。1985年にヤマハに移籍したが、1986年にはレーシングチーム・カタヤマで再びNS500に乗った。
- ワイン・ガードナー

UKホンダのサポートで1983年からRS500Rでグランプリ参戦を開始し、1984年の途中からNS500を与えられる。1985年は度々表彰台に上る活躍でNS勢トップのランキング4位となり、1986年にホンダワークス入りを果たした。1987年にはNSR500でタイトル獲得。
- ピエールフランチェスコ・キリ

かつてはスズキワークスのチーム運営を任されていたチーム・ガリーナはフランコ・ウンチーニとマルコ・ルッキネリというチャンピオンを2年続けて輩出していたが、スズキのグランプリ撤退により徐々に競争力を失い1987年からマシンをホンダにスイッチした。ライダーのキリは旧式のRGΓから無限チューンのNS500に乗り換えたことで頭角を現し、プライベーター勢としてはトップのランキング8位を獲得、翌1988年にはNSR500が供給された。

### 主なチーム

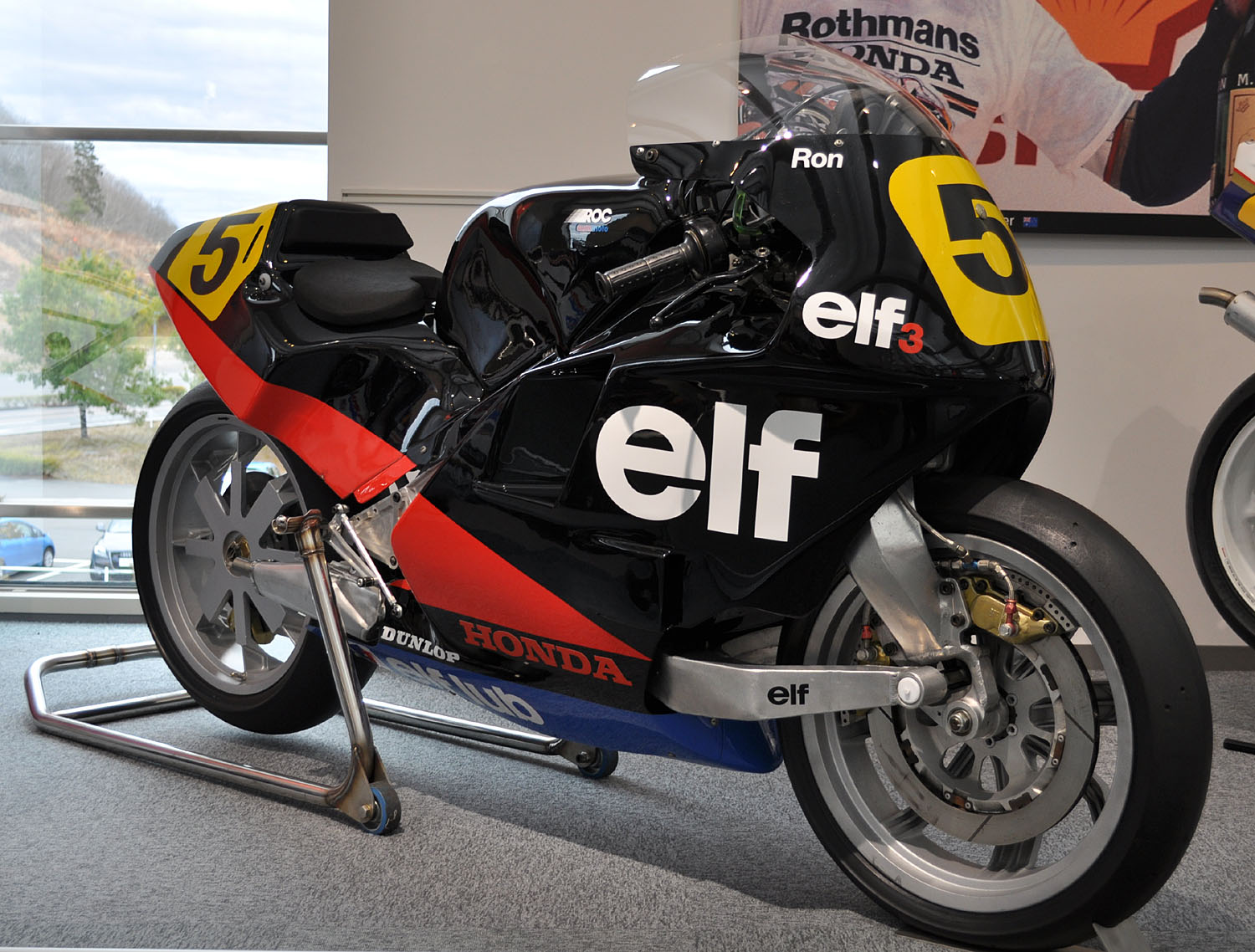
NS500のエンジンを積んだエルフ3（1986年）

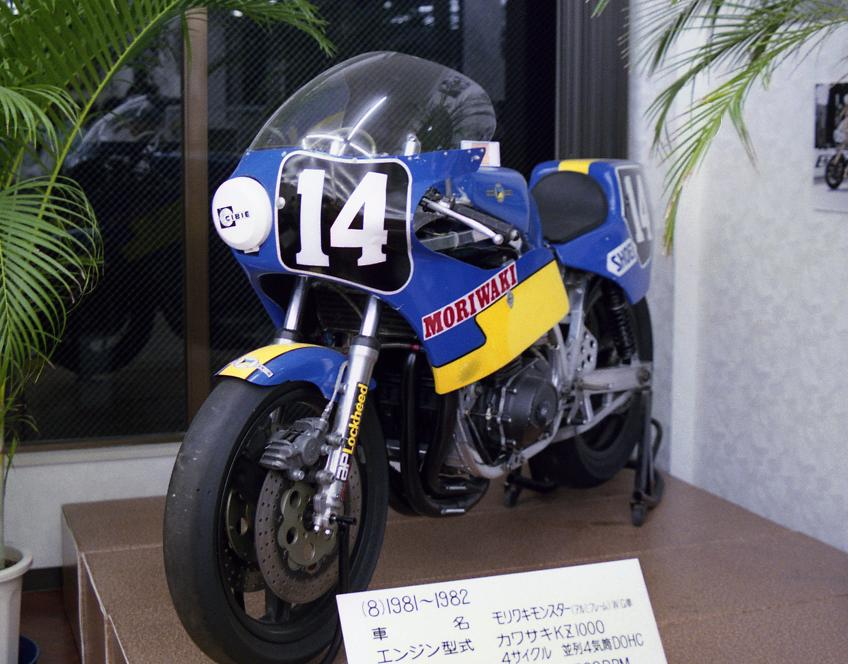
アルミフレームのモリワキ・モンスター（1981年8耐）

- エルフ・プロジェクト

フランスの石油会社であるエルフの資金により、ハブセンター・ステアリングや片持ちスイングアームのリヤサスペンションといった革新的な車体構造のオリジナルマシンを開発するプロジェクト。ホンダは早くからこのプロジェクトに注目しており、1984年発表のエルフ2にはRS500Rの、1986年のエルフ3にはNS500のV3エンジンがHRCから供給されていた。1986年にはロン・ハスラムを開発ライダーに迎え、1987年のエルフ4からはNSR500のV4エンジンが搭載された。
- モリワキエンジニアリング

4ストロークマシンのチューニングやオリジナルフレームの製作で定評のあるチューナーだが、1986年と1987年にはNS500で全日本選手権500ccクラスにも参戦した。ライダーは樋渡治が務め、1987年には雨のレースでNSR500に乗る木下恵司を抑えて優勝している。また、8耐用マシンなどでメーカーよりも早くアルミフレームを実用化していたこともあり、ホンダはNS500のアルミフレームの開発にあたってモリワキ社長の森脇護からアドバイスを受けている。

## エピソード
- 1982年のスペインGPで、小排気量クラスのエキスパートであるアンヘル・ニエトがNS500でキャリア唯一となるグランプリ500ccクラス出場を果たした[41]。これは大のモーターサイクルレースファンとしても知られるスペイン国王フアン・カルロス1世の、スペインの国民的英雄であり自身の友人でもあるニエトをグランプリの最高峰クラスで走らせたいという強い要望にホンダが応えたもので、マシンはやはりニエトの友人であるマルコ・ルッキネリのスペア・マシンだった。ハラマ・サーキットがあるマドリード市内では号外が出るほどのニュースとなったニエトの500ccクラス参戦だったが、予選14位から決勝では4周目にクラッシュするという結果に終わった[42]。ちなみにニエトはこの大会で本職である125ccクラスでは勝利を納め、この年の125ccクラスタイトルも獲得している[43]。
- 1983年3月に開催されたデイトナ200マイルレースにスペンサーとハスラムはNS500で出場したが、この時ホンダは排気量を550cc程度にまで拡大したNSを同時に持ち込んだ。スペンサーはこのマシンを練習走行で走らせたが、500ccのマシンと大きな違いが見られなかったため、決勝では信頼性の高い標準仕様が使われた。このレースでスペンサーのNS500は排気量を700ccまで拡大したYZRに乗るケニー・ロバーツと変わらないタイムを出したが、エンジンの回しすぎによるクランクシャフトの破損でリタイヤに終わった[44]。
- 1983年5月のドイツGPで、スペンサーとハスラムのNSにはチャンバー割れという全く同じトラブルがほぼ同時に発生した。これは構造や設計上の問題ではなく、HRCが設定していた耐用走行距離をギリギリで越えてしまったことが原因で、図らずもHRCの品質管理精度の高さを証明することになった[45]。

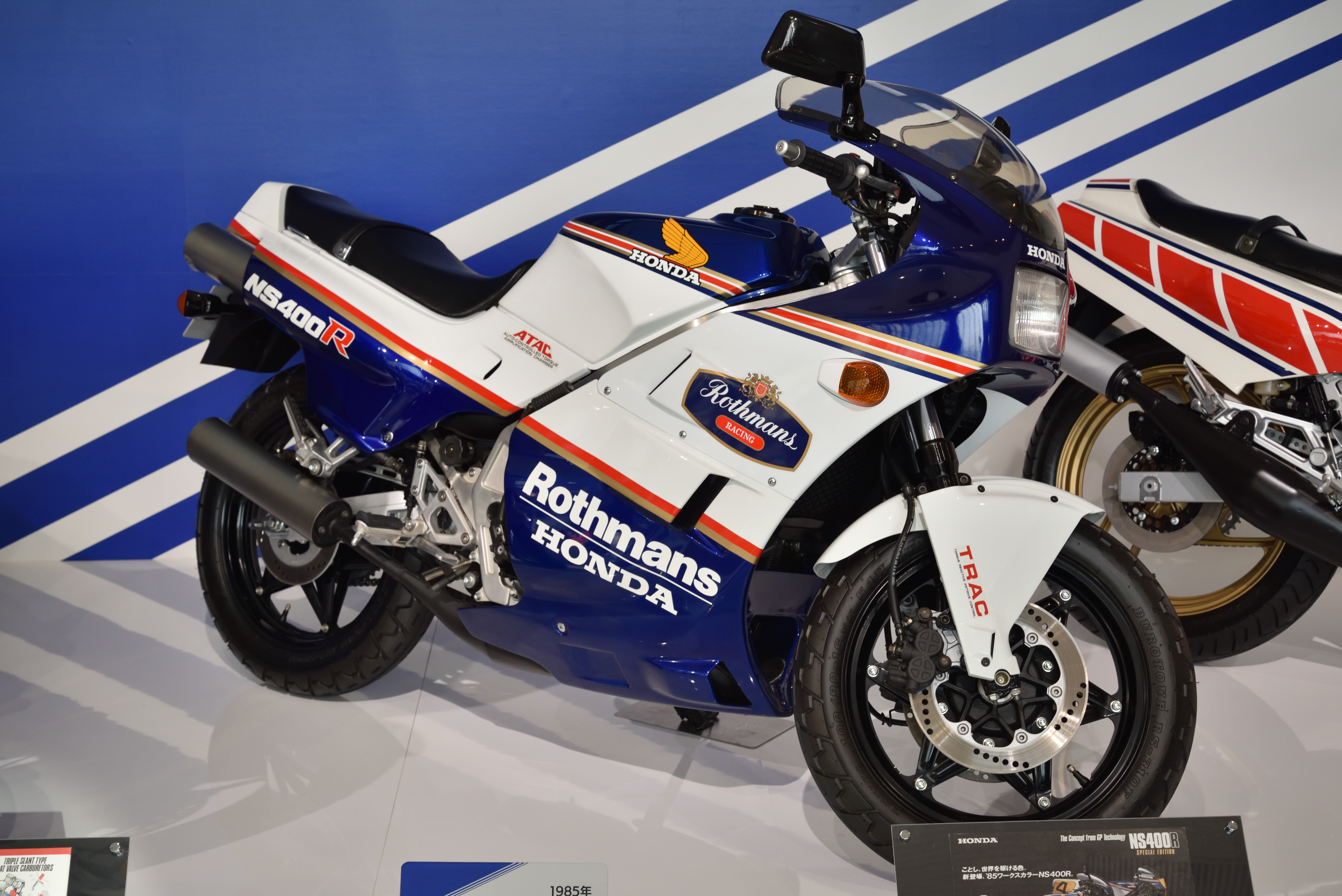
ロスマンズ・カラーの1985年型NS400R

- 1983年2月にはNS500と同じ水冷2ストロークV型3気筒エンジンの公道用市販車MVX250Fが、1985年5月には同じくV3エンジンのNS400Rが発売された。両車の発表時のプレスリリースには「NS500の技術を投入して開発した」[46][47]との文言があり、プロモーションにスペンサーを起用するなどNS500との関連性が強調されていた。NS400Rのカラーバリエーションには、当時のホンダワークスのメインスポンサーであるロスマンズ・カラーもラインナップされていた。ただし、MVX250FとNS400RのV3エンジンは上側が1気筒、下側が2気筒と、NS500とは逆のレイアウトとなっている[48]。また、1984年5月にはNS250Rが発売されたが、こちらは市販レーサーRS250Rと同時開発されたモデルでV型2気筒エンジンを搭載していた[49]。
- 1984年頃にNS500用のカーボン製フレームが試作されていた。これは後のNSR500のフレームを先取りしたようなツインスパータイプで実際にテスト走行も行われたが、開発テストライダーの阿部孝夫には不評であり実戦投入されなかった[50]。